# 王家瑞
王家瑞（おう かずい）は中華人民共和国の政治家。第12期中国人民政治協商会議全国委員会副主席。中国共産党中央対外連絡部部長を務めた。

## 経歴
河北省秦皇島市で生まれる。1970年6月に政治活動を始め、1973年10月に中国共産党の党員となる。その後吉林省長春市の中国郵政配達員を務めた。上海海事大学の海洋学部で英語を学び、1974年4月に長春市郵便局副課長に就任した。1976年9月から1978年4月まで、吉林省の電気通信管理局で、郵便事業を担当している。そこから実績を積み上げ、1982年4月に長春市郵便局の副頭取に就任した。
1985年10月には、中国国内の郵便通信省の副局長に就任し、中国当局発行新聞の責任者となる。就任中は吉林大学の経済学・工業経済学学位を取得した。1992年7月には中華人民共和国国務院業務局副局長に就任した。1993年6月から翌年までは、中華人民共和国商務部に入った。
1995年8月、山東省青島市に転勤する。1998年には青島市の市長となり、2000年12月に中国共産党中央対外連絡部副部長を務める。その後王は副部長としての実績が評価され、2002年11月の委員選挙で、中央委員候補に選出された。2003年3月から正式就任し、2015年11月まで務める。
2013年より、第12期中国人民政治協商会議全国委員会副主席を務めている。
中共第十六届中央候補委員，第十七届中央委員。

## 他国との関係
日本との関係を重視して日中与党協議会と日中交流協議機構を設立して自由民主党・公明党・民主党と協力関係を築いており、自公政権から民社国政権への交代で中断していた日中与党協議会も第2次安倍内閣による自民党・公明党の政権復帰を受けて日中関係の浮沈と関係なしに定期化することで自民党・公明党と合意し、2015年12月に日中与党協議会が再開した際は後任の中央対外連絡部部長である宋濤とともに出席した。
また、朝鮮民主主義人民共和国（北朝鮮）の金正日総書記とは友好的な関係を築いているとされており、その後継者として北朝鮮の最高指導者となった金正恩の初の外国要人との会談相手 になるなど活躍の場は幅広い。